# Hashgraph
Hashgraph（ハッシュグラフ）は、アメリカ合衆国Swirlds, Incが開発した分散ネットワーク技術。

## 概要
分散ネットワークの技術で、Leemon baird氏によって開発された。
同じ分散ネットワーク技術であるブロックチェーンの欠点を解消し、高速・公平・堅実・低コストな取引ができると主張している。